# ФК Будућност Добановци
ФК Будућност Добановци је српски фудбалски клуб из Добановаца, град Београд, и тренутно се такмичи у Српској лиги Београд, трећем такмичарском нивоу српског фудбала. Клуб је основан 1920. године. 
Клуб је у сезони 2011/12. заузео прво место у Београдској зони и пласирао се у виши ранг, Српску лигу Београд. У сезони 2015/16 освајањем првог места у Српској лиги и пласманом у Прву лигу Србије остварили су највећи успех у историји клуба.

## Историја
Фудбалски клуб Будућност из Добановаца основан је 1920.године, а током дуге историје прошао је све категорије такмичења, од општинске лиге па све до виших рангова такмичења. Последња деценија је период највећих успеха овог клуба.
Почетком 2000-их клуб је био члан Српске лиге Београд, да би у нижи ранг, Београдску зону, испао на крају сезоне 2005/06. Након пет сезона у четвртом рангу такмичења Будућност се освајањем 1.места поново пласирала у српсколигашко друштво. Након четири сезоне у овом рангу остварен је највећи успех у историји овог клуба. Наиме, фудбалски клуб Будућност је сезону 2015/16 у оквиру Српске лиге – Београд завршила на 1.месту и тако обезбедила пласман у Прву лигу Србије, други по квалитету ранг такмичења. Прве две сезоне у прволигашкој конкуренцији клуб је окончао на 10. месту, а треба рећи да је у сезони 2017/18 екипа из Добановаца стигла и до осмине финала Купа Србије елиминисавши на старту такмичења суперлигашку екипу Вождовца.

## Новији резултати
| Сезона   | Ранг | Лига                | Позиција | ИГ | Д  | Н  | П  | ГД | ГП | ГР  | Бод     | Куп                  |
| -------- | ---- | ------------------- | -------- | -- | -- | -- | -- | -- | -- | --- | ------- | -------------------- |
| 2002/03. | 3    | Српска лига Београд | 11.      | 34 | 13 | 8  | 13 | 48 | 55 | -7  | 47      | Није се квалификовао |
| 2003/04. | 3    | Српска лига Београд | 10.      | 34 | 10 | 13 | 11 | 35 | 48 | -13 | 43      | Није се квалификовао |
| 2004/05. | 3    | Српска лига Београд | 16.      | 34 | 10 | 8  | 16 | 35 | 53 | -18 | 35      | Није се квалификовао |
| 2005/06. | 3    | Српска лига Београд | 15.      | 38 | 13 | 7  | 18 | 43 | 59 | -16 | 46      | Није се квалификовао |
| 2006/07. | 3    | Српска лига Београд | 18.      | 34 | 5  | 6  | 23 | 17 | 56 | -39 | 19      | Није се квалификовао |
| 2007/08. | 4    | Београдска зона     | 11.      | 34 | 12 | 8  | 14 | 47 | 52 | -5  | 44      | Није се квалификовао |
| 2008/09. | 4    | Београдска зона     | 11.      | 34 | 10 | 12 | 12 | 42 | 35 | +7  | 42      | Није се квалификовао |
| 2009/10. | 4    | Београдска зона     | 9.       | 34 | 13 | 6  | 15 | 46 | 49 | -3  | 45      | Није се квалификовао |
| 2010/11. | 4    | Београдска зона     | 5.       | 34 | 15 | 8  | 11 | 54 | 38 | +16 | 53      | Није се квалификовао |
| 2011/12. | 4    | Београдска зона     | 1.       | 34 | 22 | 3  | 9  | 63 | 32 | +31 | 69      | Није се квалификовао |
| 2012/13. | 3    | Српска лига Београд | 7.       | 30 | 12 | 6  | 12 | 51 | 46 | +5  | 42      | Није се квалификовао |
| 2013/14. | 3    | Српска лига Београд | 12.      | 30 | 11 | 6  | 13 | 48 | 55 | -7  | 39      | Није се квалификовао |
| 2014/15. | 3    | Српска лига Београд | 12.      | 30 | 10 | 3  | 17 | 33 | 37 | -4  | 33      | Није се квалификовао |
| 2015/16. | 3    | Српска лига Београд | 1.       | 30 | 17 | 9  | 4  | 53 | 30 | +23 | 60      | Није се квалификовао |
| 2016/17. | 2    | Прва лига Србије    | 10.      | 30 | 10 | 7  | 13 | 32 | 43 | -11 | 37      | Није се квалификовао |
| 2017/18. | 2    | Прва лига Србије    | 10.      | 30 | 9  | 11 | 10 | 33 | 33 | 0   | 38      | Осмина финала        |
| 2018/19. | 2    | Прва лига Србије    | 10.      | 37 | 13 | 9  | 15 | 35 | 41 | -6  | 32 (46) | Осмина финала        |
| 2019/20. | 2    | Прва лига Србије    | 15.      | 30 | 5  | 7  | 18 | 21 | 41 | -20 | 22      | Шеснаестина финала   |
| 2020/21. | 2    | Прва лига Србије    | 8.       | 34 | 14 | 8  | 12 | 39 | 37 | +2  | 50      | Претколо             |
| 2021/22. | 2    | Прва лига Србије    | 13.      | 37 | 11 | 12 | 14 | 40 | 49 | -9  | 45      | Шеснаестина финала   |
| 2022/23. | 3    | Српска лига Београд | 6.       | 30 | 10 | 10 | 10 | 35 | 29 | +6  | 40      | Претколо             |
| 2023/24. | 3    | Српска лига Београд | 13.      | 30 | 10 | 9  | 11 | 38 | 47 | -9  | 33 (-6) | Није се квалификовао |